# West Covina (Kalifornija)
West Covina je grad u američkoj saveznoj državi Kalifornija. Prema popisu stanovništva iz 2010. u njemu je živjelo 106.098 stanovnika.